# Monzón de Campos
Monzón de Campos – gmina w Hiszpanii, w prowincji Palencia, w Kastylii i León, o powierzchni 45,91 km². W 2011 roku gmina liczyła 652 mieszkańców.